# ジャミール
ジャミール（1985年2月23日 - ）は、アメリカ合衆国出身のシンガーソングライター。本名はジャミール・アッバス・カズミ（Jamil Abbas Kazmi）。日本での活動時にはJAMIL（読み同じ）名義を用いることもある。

## 来歴

### 生い立ち
アメリカ合衆国のニュージャージー州にて生まれた。パキスタン系アメリカ人の父と、ドイツ系アメリカ人の母から生まれたアメリカ人である。その後はカリフォルニア州にて育つ。幼いころから両親の仕事で全米を転々とする。音楽好きの両親の影響もあってか14歳で音楽製作をスタート。16歳で同じ高校の同級生とユニットを組み、自主制作のアルバムを1万2000枚を全米で手売り。その売り上げを元手に世界を旅する。その後、全く違う文化、言語、音楽に触れたいという思いから、いきなりタイに留学し、7ヶ月間現地で生活をする。その後、立命館アジア太平洋大学に入学。在学中はトトロのカバンを愛用。

### アーティストとして
その後、日本語の持つ力に魅了され日本でアーティスト活動をして行くことを決意。外国人が日本語で歌詞を書き、歌うことにこだわりを持って日々活動中。現在はアーティスト活動だけでなく、自身のキャラクターを活かし『ネプ&イモトの世界番付』などにレギュラー出演するようになる。番組テーマソングも作成し、オリコン20位にランクインするなど幅広く活動している。また、留学経験を活かし文化放送「JAMIL Be the world」ではパーソナリティーとしても活動している。2013年7月16日放送の『マジか!? 総資産1兆円超え! お金持ちお坊ちゃん&お嬢様大集合!』では、数々のセレブエピソードを披露する。

## ディスコグラフィ
メジャーアルバム
- アメリカン少年

メジャーシングル
- 片思イノ想イカタ
- 二人でなくちゃ

インディーズ
- Kasumi-Balance of Power

## 作詞作曲
- タートルズ4 (Metis, Wise,Speech, Jamil)-- Everybody　（作曲、作詞、歌）
- G20+ネップ&イモト--ボクラノセカイ 作曲、作詞、歌　(ネプ&イモトの世界番付のテーマソング）

## 楽曲提供
- SCANDAL「Right Here」作詞、作曲（曲はシライシサトリと共作）
- ナオトインティライミ
  - 「Que Sera Sera」作詞, コーラス
  - 「Unbelievable」英詞
- SixTONES
  - "CITY" Interlude　共作曲
  - 「8am」作詞
  - 「LOUDER」共作詞

## 客演作品
- Aqua Timez--一瞬の塵
- Aqua Timez-- Beacause you are you
- Mihimaru GT-- Theme of Mihimaru
- miCKun-- Little Starr feat. Speech and Jamil
- Kasumi-- About a girl feat.Proof and Swifty from D-12

## 出演
テレビ番組
- ネプ&イモトの世界番付(アメリカ代表)
- なかよしテレビ
- スクール革命
- 1フレーム　〜芸能人コツコツ映像GP〜
- 奇跡体験！アンビリバボー
- あいせき居酒屋　くままき八兵衛X

ラジオ番組
- 文化放送「JAMIL Be the World」
- (Inter FM）「YOUNG BLOOD」